# Лінія Барбара

Карта оборонних рубежів Зимової лінії (на схемі лінія Барбара виділена баклажановим пунктирним кольором)

Лінія Барбара (нім. Barbara Linie) — одна з основних оборонних ліній у системі німецьких фортифікаційних споруд під загальною назвою Зимова лінія в Центральній Італії в роки Другої світової війни. Оборонний рубіж проходив південніше лінії Густава на віддалені 15-32 км від неї, від Коллі-а-Вольтурно на адріатичному узбережжі до Сан-Сальво. Поблизу східного узбережжя лінія оборони проходила по берегах річки Тріньо. Комплекс оборонних споруд лінії Барбара в основному складався з укріплених та обладнаних в інженерному відношенні опорних пунктів по гребенях гірських вершин.

## Зміст
Лінія оборони Барбара була другим у системі німецьких фортифікаційних споруд Зимова лінія після лінії Вольтурно рубежем оборони.
12 жовтня 1943 війська 5-ї американської армії генерала М.Кларка прорвали оборону цієї лінії й перетнули річку Вольтурно — основний водний рубіж на подальшому шляху вперед. Генерал-фельдмаршал Люфтваффе, головнокомандувач усіма німецькими військами на Італійському театрі війни, А.Кессельрінг віддав наказ на відхід основних сил на рубіж лінії Барбара.
На початку листопада, після тривалих боїв по усьому рубежу німецької оборони, американські війська знову прорвалися крізь Апеннінські гори поблизу тірренського узбережжя Італії й змусили війська Вермахту відійти на третій рубіж Зимової лінії — лінію Бернхардта.
На адріатичному узбережжі прорив лінії Барбара здійснювався 8-ю британською армією генерала Б.Монтгомері. У жовтні 1943 його армія подолала річку Біфурно й після серії боїв прорвалася крізь лінію Вольтурно 6 жовтня. Однак, через складності з подоланням гірських доріг у осінніх умовах, відставання підрозділів логістики та забезпечення, британські формування застопорилися у наступі й чекали на доставку необхідних запасів, боєприпасів та іншого майна, що повільно просувалося по дорогах від Барі і Таранто до їх тилових структур. Через логістичні проблеми, тільки на 2 листопада британська армія спромоглася зосередитися й завдати потужного удару по німецьким військам на лінії Барбара. V-й британський корпус на правому та XIII-й корпус на лівому флангах армії відповідно у ніч 2 листопада прорвали оборону німців.
Британська 78-ма дивізія, що наступала у першому ешелоні V-го британського корпусу, з боями проривалася поздовж морського узбережжя, водночас, індійська 8-ма піхотна дивізія атакувала в глибині на відстані 15 км від узбережжя. 3 листопада після запеклих боїв 78-ма дивізія опанувала Сан-Сальво, що знаходився в декількох кілометрах за річкою Тріньо, після чого командир 16-ї танкової дивізії генерал-майор Рудольф Зікеніус віддав наказ на відхід німецьких військ до річки Сангро, де проходила більш зручна для оборони лінія Густава.